# Selitë, Mirditë
Selitë, Mirditë là một xã trong quận Mirditë thuộc hạt Lezhë, Albania. Dân số năm 2005 là 2531 người.